# PGLO
pGLO es un plásmido usado en biotecnología como vector, mide alrededor de 5500 pares de bases. Se utiliza como marcador de seres modificados genéticamente. Como todo plasmido, pGLO tiene una estructura circular en la que se expresan diversos genes. Entre ellos encontramos la β-Lactamasa, que proporciona resistencia al antibiótico Ampicilina. También aparece el gen de la Arabinosa. Sin embargo, el gen más importante, y por el cual pGLO se usa como marcador, es el gen de GFP: Green Fluorescence Protein. GFP proporciona al ser transgénico fluorescencia al exponerlo a  luz Ultravioleta. La proteína verde Fluorescente fue aislada de la medusa Aequorea victoria. Para que se produzca fluorescencia es necesario que el medio de cultivo contenga Arabinosa.
Cuando se trabaja con pGLO, se necesita separar en fragmentos de diferentes tamaños, por lo cual se utilizan enzimas de restricción para reconocer secuencias específicas de nucleótidos. Algunos ejemplos de enzimas de restricción que se utilizan en pGLO:
- EcoRI
- HindIII
- BamHI

GFP salto a la fama cuando empresarios japoneses comercializaron los famosos pez gusiluz. Dichos peces transgénicos expresaban GFP haciéndolos fluorescentes en la oscuridad. Estos peces eran estériles y costaban unos 20€ frente a los 2€ del pez no transgénico.

## Ejemplo
- Placa de Petri 1: Siembra Escherichia coli en Agar.
- Placa de Petri 2: Siembra Escherichia coli en Agar con Ampicilina.
- Placa de Petri 3: Siembra Escherichia coli con pGLO en Agar con Ampicilina.
- Placa de Petri 4: Siembra Escherichia coli con pGLO en Agar con Ampicilina y Arabinosa.

Tras la incubación (24 horas a 37 °C) la Placa 1 contendrá gran cantidad de Escherichia coli formando una tupida capa de color cremoso, pues es una siembra "normal". La Placa 2 estará vacía, ya que la Ampicilina habrá matado la bacteria.
En el caso de las placas en las que se había producido la inserción de pGLO sobre Escherichia coli vamos a encontrar colonias aisladas. Esto se debe a que la baja eficacia de inserción del plásmido. Pero nos daría igual. Nos basta con una colonia. En la Placa 3 simplemente hallaremos colonias aisladas de color cremoso.
Sin embargo, el la última Placa, al aplicar luz UV a dichas colonias color cremoso veremos un bonito color verde fluorescente.